# Saint-Gibrien
Saint-Gibrien är en kommun i departementet Marne i regionen Grand Est (tidigare regionen Champagne-Ardenne) i nordöstra Frankrike. Kommunen ligger i kantonen Châlons-en-Champagne 3e Canton som tillhör arrondissementet Châlons-en-Champagne. År 2022 hade Saint-Gibrien 548 invånare.

## Befolkningsutveckling
Antalet invånare i kommunen Saint-Gibrien
| Referens: INSEE |